# 伦敦市长官邸

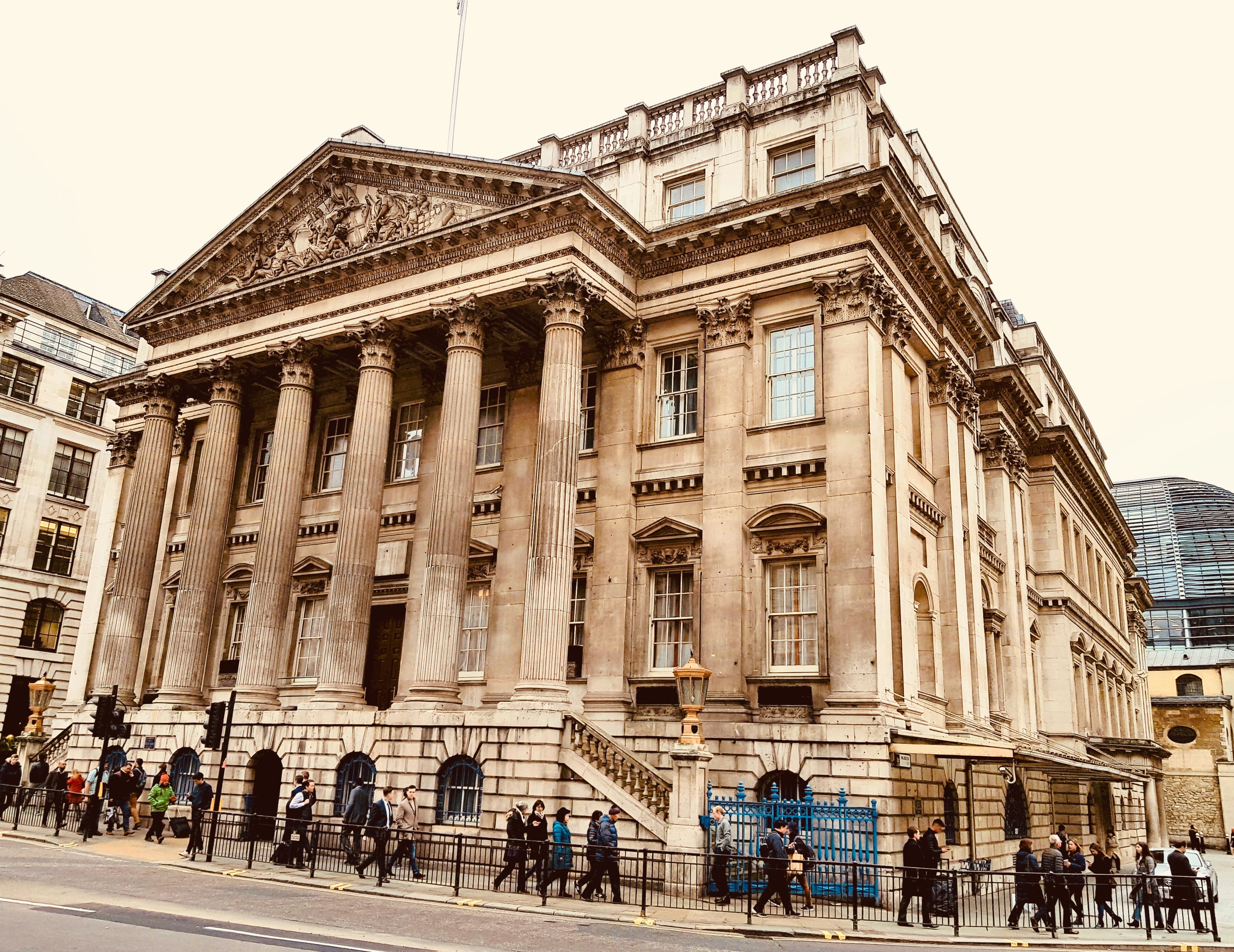
伦敦市长官邸

市長官邸（英語：Mansion House）是伦敦中心的历史城区伦敦城（又稱倫敦市，但並非大倫敦市）的首长——倫敦金融城市長的官邸，用于伦敦市一些正式仪式。它建于1739年到1752年，帕拉第奥式建筑。该建筑有三层，立面门廊有六根科林斯柱，三角形山花中央描绘「伦敦城践踏敌兵」。主要接待室称为“埃及厅”（Egyptian Hall），但是并未采用埃及的图案。
倫敦地鐵設有同名車站「市長官邸站」，但實際上離市長官邸最近的地鐵站是銀行站。